# FTSE Group
Le FTSE Group a été créé en 1995 par le Financial Times et la bourse de Londres. Il calcule plusieurs indices dont le FTSE All-Share Index (calculé depuis 1962), le FTSE 100 (calculé depuis 1984), le FTSE 250 et le FTSE World Index (calculé depuis 1985).